# Ryszard Głowacz
Ryszard Karol Głowacz (ur. 1955, zm. 27 maja 2021) – polski konserwator zabytków i archeolog, w latach 2001–2006 Mazowiecki Wojewódzki Konserwator Zabytków.

## Życiorys
Ukończył archeologię na Uniwersytecie Warszawskim oraz podyplomowe studia konserwatorstwa archeologicznego na Uniwersytecie im. Mikołaja Kopernika w Toruniu. Od 1979 był pracownikiem w Biurze Badań i Dokumentacji Zabytków w Siedlcach, przemianowanym w kolejnych latach na Państwową Służbę Konserwacji Zabytków w Siedlcach. Następnie od 1987 był pracownikiem Muzeum Okręgowego w Siedlcach, zaś w latach 1990–1998 piastował funkcję dyrektora Wydziału Kultury, Sportu i Turystyki w Wojewódzkim Urzędzie w Siedlcach.
W 2001 wygrał konkurs i objął urząd Mazowieckiego Wojewódzkiego Konserwatora Zabytków. Z funkcji został odwołany w 2006 na wniosek wojewody mazowieckiego Tomasza Kozińskiego. Odwołanie poprzedziły dwie kontrole przeprowadzone w urzędzie konserwatorskim przez urzędników wojewody oraz kontrola zlecona przez Generalnego Konserwatora Zabytków Tomasza Mertę. W okresie urzędowania Ryszarda Głowacza kontrowersje wzbudziło między innymi wydanie zgody na budowę apartamentowców przy pałacyku Brühla (mimo iż teren ten znajdował się poza kompetencjami MWKZ). Kontrowersje wzbudziła również opieszałość w kwestii wpisu do rejestru zabytków willi Bereżyńskiego na Kamionku, która ostatecznie została rozebrana przez inwestora oraz zgoda na rozbiórkę hali na Koszykach i zburzenie willi Hel w Konstancinie. Jako MWKZ  nie zajął również stanowiska w kwestii objęcia ochroną rozebranego później Kina W-Z w Warszawie. Na okres jego urzędowania przypadły również starania o ochronę i zachowanie Supersamu w Warszawie.
W późniejszym okresie prowadził własną firmę i zajmował się doradztwem z zakresu konserwacji zabytków.
W 1998 odznaczony Srebrnym Krzyżem Zasługi.
Zmarł 27 maja 2021. Został pochowany na cmentarzu w Rogowie w gminie Repki.